# 陳揚 (臺灣演員)
陳揚（1937年—2009年4月26日），本名陳專田，1937年出生於臺北，乃臺灣早期以臺語片演員起步。1957年中學畢業即考進亞洲演員訓練班。在結業後，出演臺語片《港都夜雨》，與女星白蘭分飾其男、女主角，成功打出知名度。拍攝期間，對於反派角色之演飾極有心得，常因飾演過度遭致觀眾們罵聲不斷。
1965年，獲選「臺語影展」十大臺語男星首獎。爾後曾嘗試參演國語片《西貢無戰事》、《越南間諜網》等片。1966年，試擔當導演之職，自組「南國影業公司」，嘗試自拍臺語片。1974年，再增組「常滿影業公司」，自發行及嘗試拍攝國語片。1977年，於臺北市增經營「快樂」、「樂樂」、「新樂」、「佳樂」等四家電影院，在南部亦成立電影院經營。歷年自演員漸而轉型導演、再轉型為電影發行商、製作公司老闆，最終成為電影院經營商。
2009年4月26日，因心肌梗塞於上海病逝，享年72歲。

## 作品

### 導演
1967年：
- 《媽媽三個半》
- 《思慕的人》
- 《生死難忘》
- 《安平追想起》，（出品者: 大鵬）主演：石軍、柳青、敏玲、王哥、柳哥[1]。
- 《飛賊黑衣女》

1968年：
- 《擋不住》
- 《薛四俊》
- 《腳酸手軟》
- 《趕夜工》
- 《鹹酸甜》
- 《安童哥買菜》
- 《等久是我的》
- 《一分錢一分貨》
- 《娶某免本錢》
- 《一胎三個》
- 《女人一生》

1969年：
- 《給我吻一下》
- 《雨夜花》
- 《安平追想曲》，（1969年4月11日首映《安平追想曲》－出品者: 南國影業公司），主演：石軍、柳青、敏玲、王哥、柳哥、矮仔財、周遊[2]。
- 《東南西北》

### 編劇
1965年：
- 《難忘橋邊》
- 《誰要叫你媽媽》

1966年：
- 《諜報女飛龍》

1967年：
- 《安平追想起》

1968年：
- 《女人一生》

### 演員
1957年：
- 《港都夜雨》亞洲公司臺語片（主演：白蘭、陳揚）
- 《火葬場奇案》
- 《薄命花》

1958年：
- 《小寡婦淚灑八卦山》
- 《添丁發財》
- 《火葬場奇案》

1959年：
- 《紅鞋》
- 《午夜槍聲》

1961年：
- 《兩相好》

1962年：
- 《台北發的早車》（導演：梁哲夫。主演：白蘭、陳揚、吳靜芳、戽斗）
- 《母淚滴滴紅》
- 《釋迦傳（說法篇）》
- 《釋迦傳（誕生篇）》
- 《我愛我君我愛子》（上、下）
- 《驚某大丈夫》
- 《石獅吐血》

1963年：
- 《金色夜叉》
- 《高雄發的尾班車》
- 《鴉片戰爭》
- 《相逢台北橋》
- 《怪紳士》
- 《新妻鏡》
- 《等你一年過一年》

1964年：
- 《土包子》
- 《愛河別君三年後》
- 《請君保重》
- 《難忘橋邊》
- 《戀愛風》
- 《新荒城之夜》
- 《情人的眼淚》
- 《第七號女間諜》
- 《台北發的早車》
- 《田庄兄哥》
- 《中日間諜戰》
- 《惜別夜港邊》
- 《悲情鴛鴦夢》
- 《藍色警戒線》
- 《我愛少年家》
- 《送君心綿綿》
- 《恐怖的情人》（主演：白蘭、柯俊雄、白雪、奇峰、陳揚）
- 《做鬼也風流》
- 《再會啦心愛的人》
- 《間諜紅玫瑰》
- 《鐵樹開花》
- 《浪子回頭》（主演：白蘭、陽明、陳揚、夏琴心）
- 《誰要叫你媽媽》

1966年：
- 《大色藝妲》（天字第一號第五集）
- 《金鎖匙》
- 《獨眼貓》
- 《黑美人》
- 《霧夜淡水河》
- 《生死戀》
- 《暗殺命令》
- 《假鴛鴦》（天字第一號第四集）
- 《小姑娘入城》

1967年：
- 《相逢在橋邊》

1968年：
- 《鹹酸甜》

1971年：
- 《怪夜》

### 製片
1971年：
- 《女人夜生活》
- 《女人與生活》

1972年：
- 《女性的復仇》

1973年：
- 《港都戀歌》

1974年：
- 《一寸法師》

## 獲獎紀錄
- 1965年，「臺語影展」獲選十大臺語男星首獎。

## 外部連結
1. ↑  安平追想曲/陳揚 （页面存档备份，存于）誠品官網 2012-05-25
2. ↑  安平追想曲/陳揚 （页面存档备份，存于）國家電影及視聽文化中心